# Johanna Thydell
Johanna Thydell (ur. 1980) – szwedzka autorka książek dla dzieci.
W Polsce nakładem Wydawnictwa Zakamarki ukazały się:
- Okropny rysunek! (oryg. Dumma Teckning!, 2017) z ilustracjami Emmy Adbåge w tłumaczeniu Katarzyny Skalskiej, 2018, ISBN 978-83-7776-163-2
- Marzenie Noela (oryg. Tomtarnas tävling, 2023) z ilustracjami Lisy Moroni, w tłum. Agnieszki Stróżyk, 2024, ISBN 978-83-7776-269-1